# Uqueba ibne Nafi
Uqueba ibne Nafi (em árabe: عقبة بن نافع‎; romaniz.: ‘Uqbah ibn Nāfi‘), também conhecido como Oqueba ibne Nafi (Oqba ibn Nafi, Uqueba ibne Nafe (Uqba bin Nafe), Uqueba ibne Nafia (Uqba ibn Nafia), ou ainda Sidi Oqueba (Sidi Okba) ou Acabá (Akbah; 622 — 683) foi um general árabe que serviu a dinastia omíada, durante os reinados de Moáuia I e de Iázide I, que iniciou a conquista islâmica do Magrebe (atuais Líbia, Tunísia, Argélia e Marrocos).
Era sobrinho de Anre ibne Alas, o conquistador e governador do Egito. É frequentemente apelidado Alfiri, em referência aos Banu Firi, um clã ligado aos Coraixitas. Os seus descendentes seriam conhecidos como uquebidas ou alfíridas. Foi o fundador da cidade e centro religioso e cultural de Cairuão, na Tunísia.[carece de fontes?]

## Biografia
Uqueba ibne Nafi nasceu nos últimos anos de vida do Profeta Maomé. Acompanhou o seu tio Anre ibne Alas nos primeiros raides e conquistas de cidades no Norte de África, que começou com Barca e depois prosseguiu para a Tripolitânia em 644. Estas primeiras incursões muçulmanas nos territórios bizantinos africanos, como a de 647, na qual foi derrotado o exército do exarca de Cartago Gregório, o Patrício em Sufétula (atual Sbeitla) não implicaram ocupação permanente, tendo as tropas voltado às suas bases egípcias. Seria Uqueba que asseguraria a ocupação permanente, atravessando os desertos egípcios e montando postos militares em intervalos regulares ao longo do seu percurso. Uqueba começou por ocupar a Fazânia e depois ocupou a Ifríquia, cujo governo lhe foi confiado pelo califa omíada em 663.

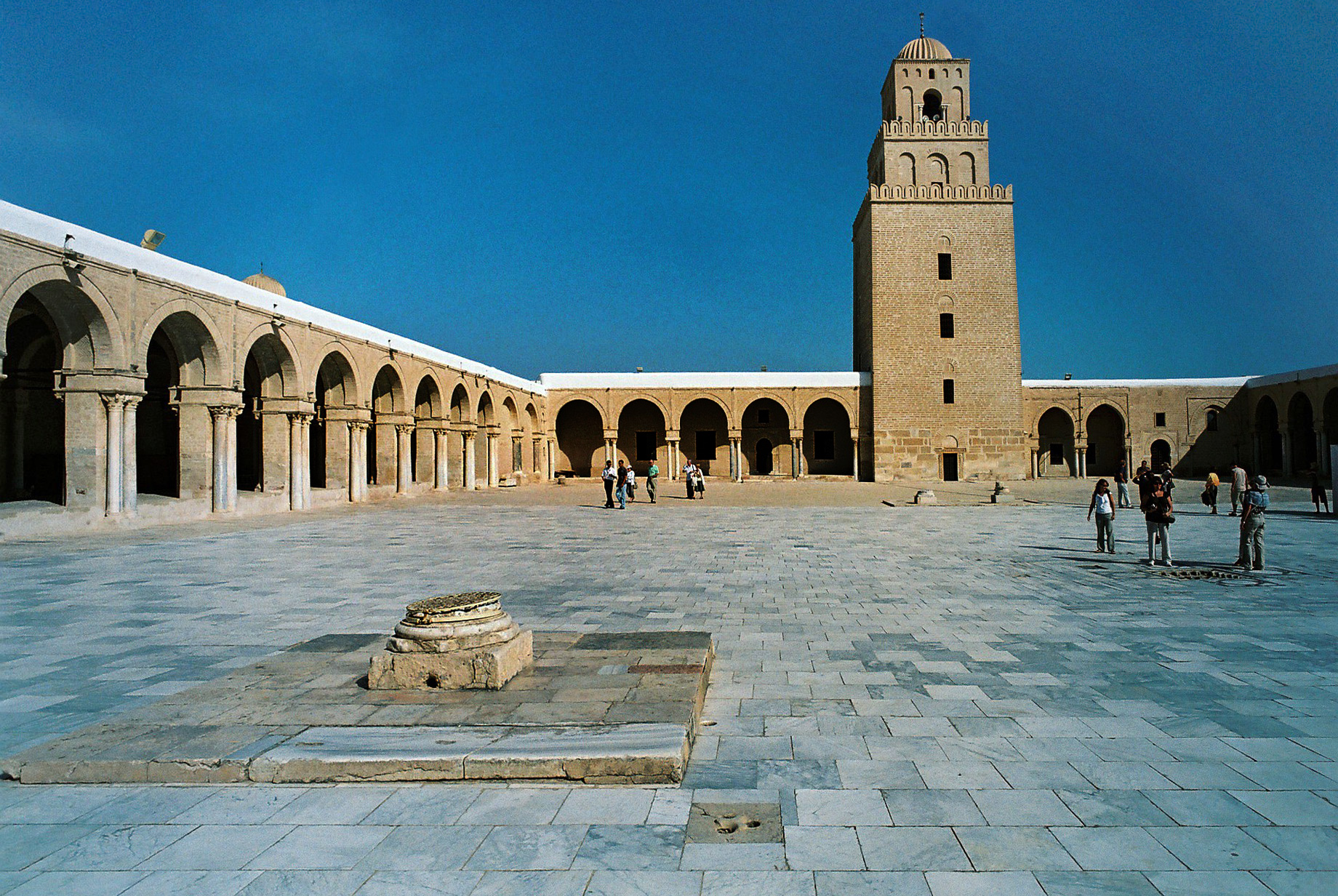
Pátio da Grande Mesquita de Cairuão, também conhecida por Mesquita de Uqueba ibne Nafi, por ter sido fundada por ele

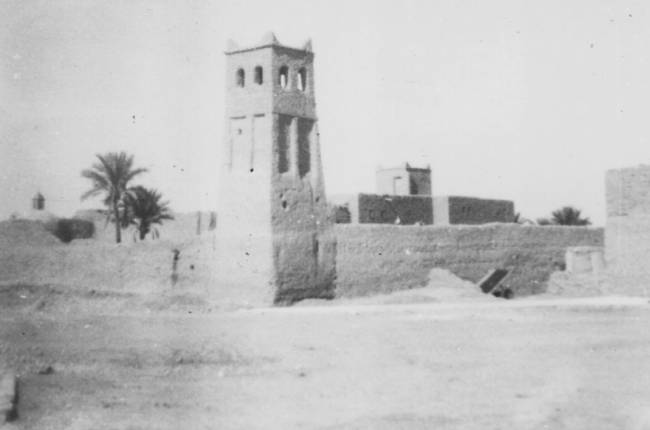
A entrada de Sidi Okba em 1962, onde está enterrado Uqueba ibne Nafi

Em 670 instalou o seu acampamento numa planície, cerca de 160 km a sul do que é hoje Tunes e a 60 km da costa ainda dominada pelos Bizantinos e longe das montanhas, bastião da resistência berbere. Este acampamento, na linha de confrontação entre Bizantinos e muçulmanos e usado como base das suas operações, deu rapidamente origem à cidade de Cairuão (Kairouan, Kairwan ou al-Qayrawan; que significa "campo" ou "caravançarai" em persa), atualmente parte da Tunísia. Em Cairuão, Uqueba manda construir a sede do governo e ao lado deste a Grande Mesquita, a mais antiga do Magrebe e ainda hoje uma das mais importantes do mundo muçulmano em termos religiosos e artísticos.
Segundo uma lenda, um dos soldados de Uqueba encontrou uma taça de ouro enterrado na areia, que foi reconhecido como um que tinha desaparecido de Meca alguns anos antes. Quando  a taça foi desenterrada, apareceu uma fonte, cujas águas se dizem vir da mesma fonte das da fonte sagrada do Poço Zanzam em Meca. Esta história deu origem a que Cairuão se tornasse um local de peregrinação, depois uma cidade santa (a Meca do Magrebe) e a cidade mais importante do Norte de África.
Em 675, Uqueba ibne Nafi foi chamado de volta ao Médio Oriente, mas retomou o seu posto na Ifríquia em 681–682, durante o reinado do califa Iázide I. Com o apoio de algumas tribos berberes lança um raide contra Tingis (Tânger), onde é derrotado. Morre em 683 com trezentos cavaleiros, quando caíram numa emboscada por Berberes e Bizantinos perto de Biskra. Segundo o relato de ibne Caldune, foi a líder berbere Kahina (em berbere: Dihya) que ordenou a morte de Uqueba. O túmulo de Uqueba ibne Nafi encontra-se no centro da cidade com o seu nome (Sidi Okba), no que é hoje a Argélia.
Segundo outra versão, teria sido Kusaila, também conhecido como Koceila ou Aquecil, chefe da tribo berbere dos aurabas, da confederação dos  branês e, segundo outras fontes, líder da confederação sanhaja, quem teria matado Uqueba e este teria morrido ao lado do seu odiado rival Abu Almuajir Dinar.
Após serem derrotadas em Biskra, as tropas muçulmanas evacuaram Cairuão e retiraram para Barca. Cairuão seria reconquistada em 688. Os descendentes de Uqueba encontram-se por uma área que vai desde o lago Chade até à costa da Mauritânia. A tribo transaeliana árabe dos Kounta reclama as suas origens a Uqueba. Na Argélia, Tunísia e Líbia, alguns dos seus descendentes são conhecidos por Ulede Sidi Uqueba (Ouled Sidi Ukba).[carece de fontes?]

## Registos históricos
A maior parte dos registos históricos que descrevem a conquista árabe do Norte de África em geral e das conquistas de Uqueba em particular são pelo menos dois séculos posteriores ao período das conquistas. Embora haja muitos trabalhos académicos sobre a vida e conquistas de ibne Nafi, a maior parte delas só estão disponíveis em árabe, não tendo sido traduzidas para línguas europeias.[carece de fontes?]

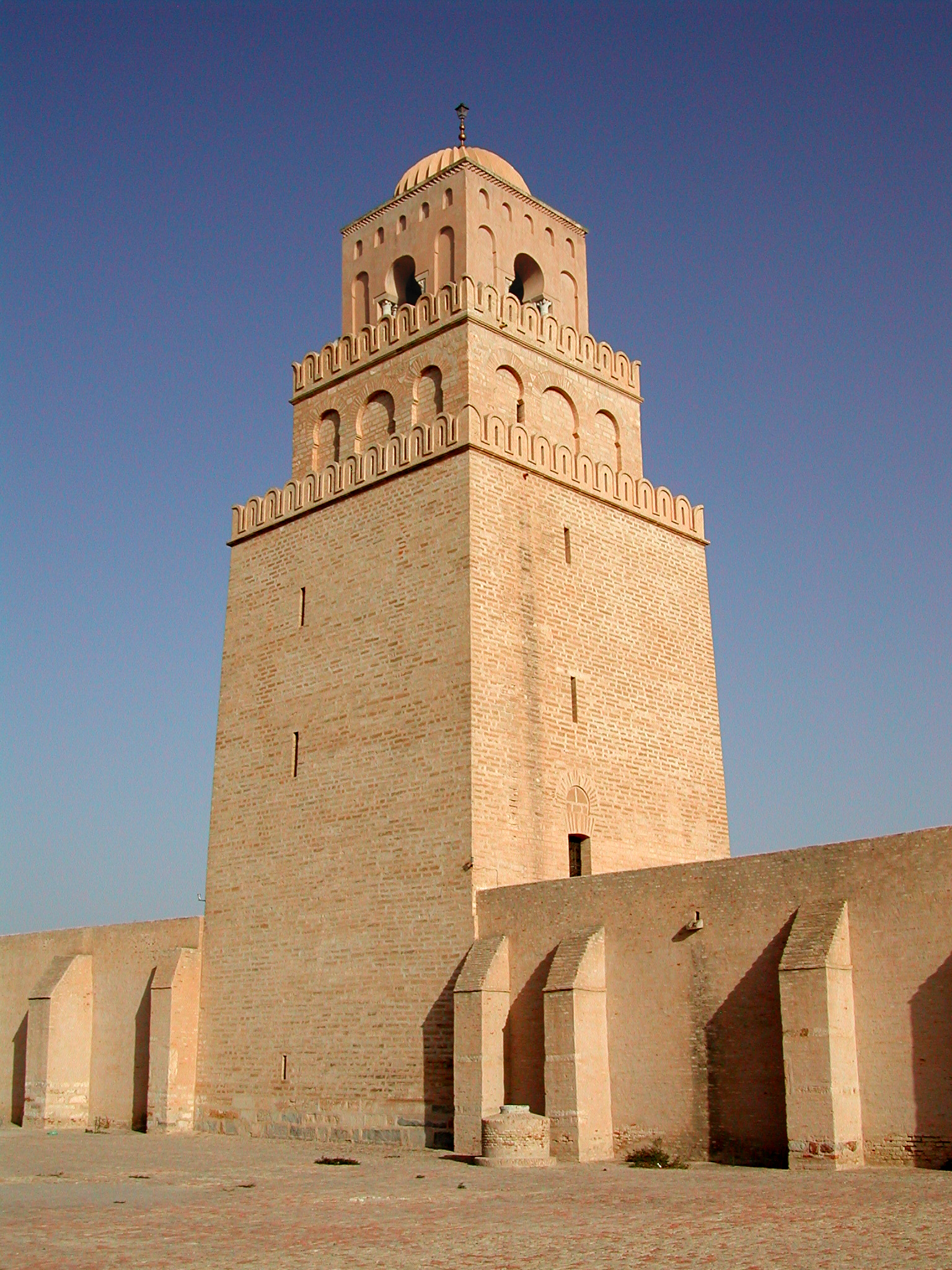
Minarete da Grande Mesquita de Cairuão

Um dos relatos mais antigos é do cronista do Alandalus ibne Idari (século XIV) na sua obra Al-Bayan al-Mughrib fi akhbar al-Andalus. Nela o autor descreve o momento em que Uqueba chega à costa do oceano Atlântico e diz «Oh Deus, se o mar não me impedisse, eu teria continuado a galopar para sempre como Alexandre, o Grande, defendendo a tua fé e combatendo os não crentes.»
Referindo-se a Uqueba ibne Nafi como Akbah, o historiador inglês do século XVIII Edward Gibbon, intitula-o "conquistador de África", iniciando a sua história quando «ele marchou desde Damasco à frente de dez mil dos mais valentes Árabes; a a força genuína dos muçulmanos foi aumentada pela ajuda incerta e conversão de muitos milhares de bárbaros.» Continuou depois para o interior do Norte de África. Gibbon continua: «Seria difícil, nem é necessário, traçar a linha precisa do progresso de Akbah.» Na costa do Norte de África, «os nomes bem conhecidos de Bugia e Tânger definem os limites mais certos das vitórias sarracenas.» Gibbon conta a seguir a história da conquista por Akbah da província romana da Mauritânia Tingitana:
| “ | O destemido Akbah mergulhou no coração do país, atravessou os ermos nos quais os seus sucessores erigiram as esplêndidas capitais de Fez e Marrocos, e por fim penetrou até à costa do Atlântico e do grande deserto [...] A carreira, embora não o zelo de Akbah foi travado pela perspetiva de um oceano sem limites. Ele esporeou o seu cavalo para as ondas, e erguendo os olhos para o céu, exclamou: Grande Deus! Se o meu percurso não fosse parado por este mar, eu ainda iria para os reinos desconhecidos do Ocidente, pregando a unidade do santo nome, e espadeirando os reinos rebeldes que adoram outros deuses que não Alá. | ” |